# (26827) 1989 UW5
1989 يو دابليو 5 (ويعرف أيضًا باسم (26827) 1989 يو دابليو 5 وفق تسمية الكوكب الصغير) (بالإنجليزية: 1989 UW5)‏ هو كويكب ضمن حزام الكويكبات؛ وترتيبه 26827 من حيث الاكتشاف.
اكتُشف هذا الجُرم الفلكي بواسطة شيلت جون بوبي في 30 أكتوبر 1989.

## وصلات خارجية
- (26827) 1989 UW5 في قاعدة بيانات مختبر الدفع النفاث لأجرام النظام الشمسي الصغيرة

- الاكتشاف · مخطط المدار ·  العناصر المدارية · المعلمات المادية

- (26827) 1989 UW5 على موقع ويكي سكاي: DSS2, SDSS, GALEX, IRAS, Hydrogen α, X-Ray, Astrophoto, Sky Map, Articles and images